# Lucky Millinder
Lucius Venable „Lucky“ Millinder (8. srpna 1900 – 28. září 1966) byl americký vedoucí známého swingového a rythm-bluesového orchestru. Jeho orchestr je označován za nejlepší „swingový orchestr hrající rythm and blues“. Řadu nahrávek lze nalézt na standardních deskách (78 otáček za minutu).